# Invasió (sèrie de televisió)
Invasió (títol original en anglès Invasion) és una sèrie estatunidenca de ciència-ficció emesa al canal ABC durant una temporada a partir del setembre de 2005. Produida per la companyia Shaun Cassidy comptà amb 22 episodis que es van emetre entre 2005-2006.
Als Països Catalans la sèrie ha estat emesa per TVC i TVV.

## Repartiment d'actors
- William Fichtner com a sheriff Tom Underlay
- Eddie Cibrian com a Russell Varon
- Kari Matchett com a doctora Mariel Underlay
- Lisa Sheridan com a Larkin Groves
- Tyler Labine com a Dave Groves
- Alexis Dziena com a Kira Underlay
- Evan Peters com a Jesse Varon
- Ariel Gade com a Rose Varon
- Nathan Baesel com a Lewis Sirk

## Argument
Després del pas de l'huracà Eve per Homestead, una petita localitat de Florida envoltada de selves i pantans, res al poble tornarà a ser igual. Allà hi viuen dues famílies relacionades entre si per divorcis i matrimonis: els Underlay (Tom i Mariel) i els Varon (Russell i Larkin). Després de l'huracà, es produeixen una sèrie de fenòmens paranormals d'inimaginables conseqüències. Així comença aquesta sèrie de llegenda intrigant: "Durant segles l'home ha rastrejat l'espai a la recerca de vida intel·ligent. Però què passaria si aquesta intel·ligència sempre hagués estat aquí?".